# タデウシ・ジェレニスキー

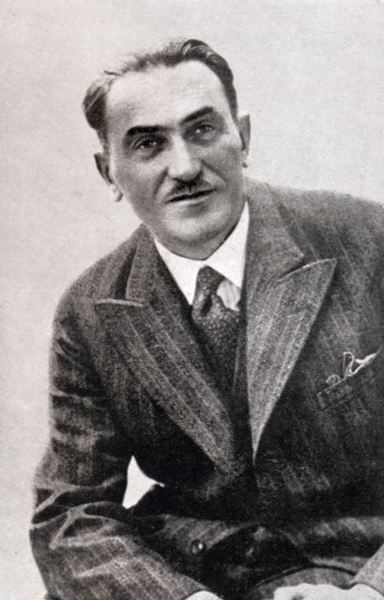
ジェレニスキー

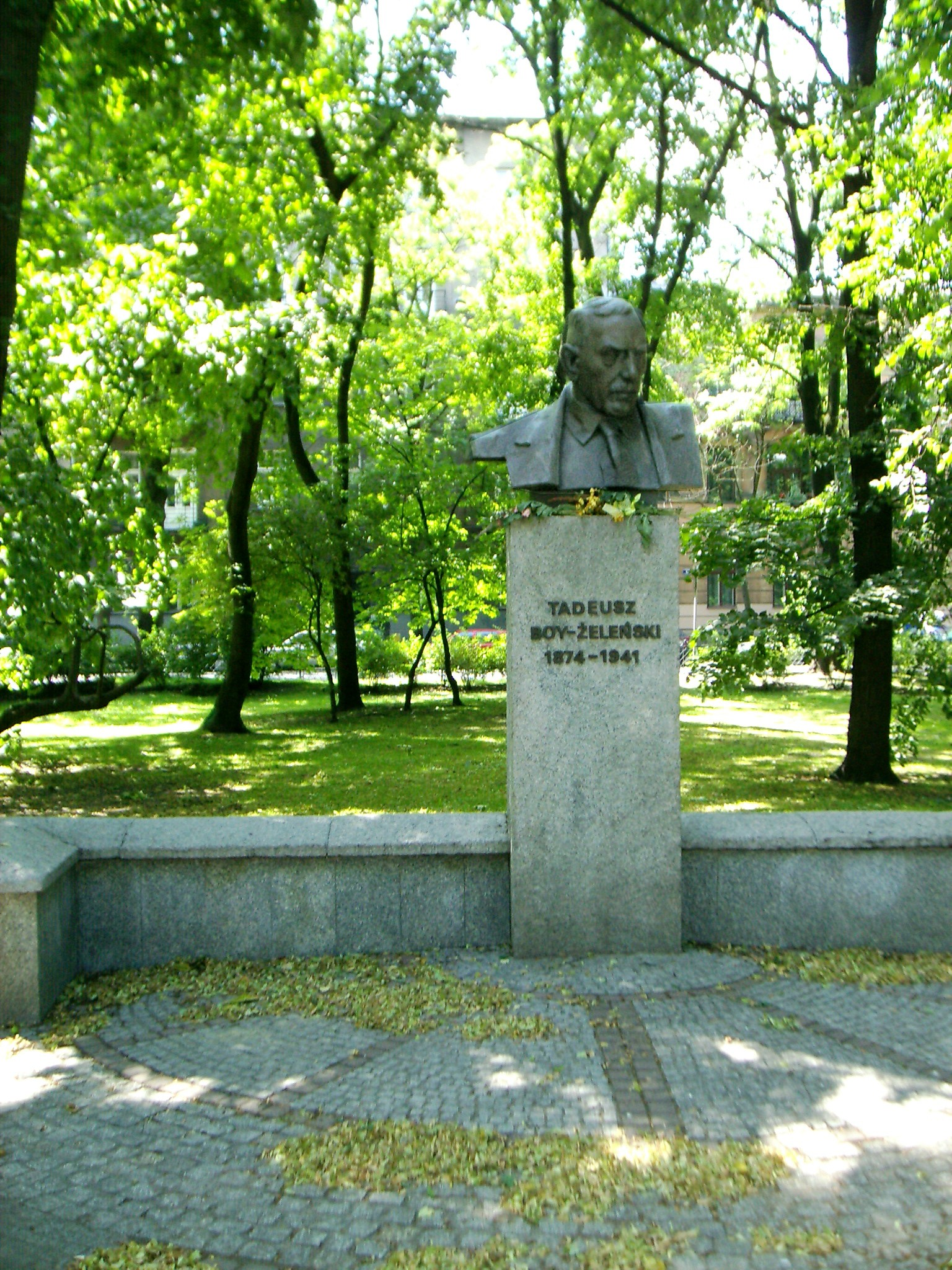
クラクフのプランティ公園にある胸像

タデウシ・ジェレニスキー（ポーランド語: Tadeusz Żeleński, 1874年12月21日 – 1941年7月4日）は、ポーランドの評論家、翻訳家、婦人科医、ホロコースト犠牲者。
100を超すフランス文学作品をポーランド語に訳した功績で、レジオンドヌール勲章シュヴァリエ章。婦人科医でもあった。父は作曲家のヴワディスワフ・ジェレンスキ。

## 人物・来歴
ワルシャワ生まれ。1892年からクラクフにあるヤギェウォ大学で、のちパリで医学を修め、医者稼業で財を成した。第一次世界大戦ではオーストリア＝ハンガリー帝国の衛生兵として従軍、戦後ポーランドに帰国し、1922年ワルシャワに移る。以来、医業から離れ、文筆活動に専念。「ボーイ (Boy)」の筆名で詩や評論を発表し、宗教に縛られない結婚や女性の自由意思に基づく出産を謳ってカトリック道徳を批判、ポーランドの青年層に大きな影響を与えた。
中世から20世紀までのフランス文学をほとんど一人で翻訳紹介し、ポーランドでは「翻訳のシェイクスピア」の名で語られる。ローランの歌やヴィヨンの詩集、ラブレー、ラシーヌ、モリエール、ラファイエット夫人から、モンテーニュやデカルト、パスカル、ヴォルテール、ディドロといった哲学者や思想家、19世紀のスタンダールやバルザック、20世紀のジッドやプルーストに至るまで、時代も作風も異なる作品を100以上翻訳し、当時ドイツ文学の影響が色濃かったポーランドに、フランス文学という新風を吹き込んだ。
第二次世界大戦勃発後は、ソ連占領下のリヴィウ大学で仏文科主任を勤めるなどしていたが、侵攻ドイツ軍に捕らえられ、収容所で没。